# Le Deuxième Meilleur Hôpital de la Galaxie
Le (Deuxième) Meilleur Hôpital de la Galaxie (stylisé Le (2e) Meilleur Hôpital de la Galaxie) (The Second Best Hospital in the Galaxy) est une série télévisée d'animation pour adultes de science-fiction humoristique américaine créée par Cirocco Dunlap et diffusée depuis le 23 février 2024 sur Prime Video.
Une deuxième saison est en cours de production.

## Synopsis
En 14002, dans une galaxie très très éloignée, deux chirurgiennes extraterrestres Sleech et Klak risquent tout pour s'occuper des cas les plus dangereux de l'univers,.

## Distribution

### Voix originales
- Stephanie Hsu : Dr Sleech
- Keke Palmer : Dr Klak
- Natasha Lyonne : l'infirmière Tup
- Kieran Culkin : Dr Plowp
- Maya Rudolph : Dr Vlam
- Andrew Dismukes (en) : Matt
- Gary Anthony Williams : Flork 1
- Lennon Parham (en) : Flork 2
- Sam Smith : Dr Azel

### Voix françaises
- Edwige Lemoine : Dr Sleech
- Dorothée Pousséo : Dr Klak
- Sophie Vaude : l'infirmière Tup
- Donald Reignoux : Dr Plowp
- Aude Gogny-Goubert : Dr Vlam
- Maëva Trioux : Dr Azel
- Sébastien Desjours : Saint-Cttonk
- Juliette Degenne : Dr K
- Marc Arnaud : Matt
- Corinne Wellong : Glurg
- Roman Doduik : Flim
- Baudouin Sama : Krall
- Alice Taurand : Turvis
- Fanny Bloc : Nerlo
- Caroline Victoria : Ponko
- Géraldine Asselin, Lucy Studer, Marie Bouvier, Marie Palot, Dédo et Nicolas Guillot : voix additionnelles

 Source et légende : version française (VF) sur RS Doublage et les crédits français à l'issue du générique de fin.

### Voix québécoises
- Kim Jalabert : Dr Sleech
- Stéfanie Dolan : Dr Klak
- Pascale Montreuil : l'infirmière Tup
- Alexandre L'Heureux : Dr Plowp
- Catherine Hamann : Dr Vlam
- Martin Watier : Matt
- Louis Lacombe-Petrowski : Dr Azel

 Source et légende : version québécoise (VQ) sur Doublage.qc.ca

## Production
La série est créée par Cirocco Dunlap. Maya Rudolph est embauchée comme directrice exécutive.

## Épisodes

### Saison 1 (2024)
1. Parfois, les têtes explosent (Sometimes Heads Break)
2. Le Pays du climax et de la petite mort (The Land of Sex and Death)
3. La Mort de demain est un problème du passé (Tomorrow's Death Is Yesterday's Problem)
4. Le Syndrome de l'Orlosh (The Curse of Orlosh)
5. Super Cheffe en chef (Beef Sturgeon Sleech)
6. Gloire à Cthonk (That's Science, Baby!)
7. Un petit ajustement de rien du tout (Just One More Adjustment)
8. L'Apocalypse, c'est maintenant ? (Apocalypse Got You Down?)